# Adaptogen

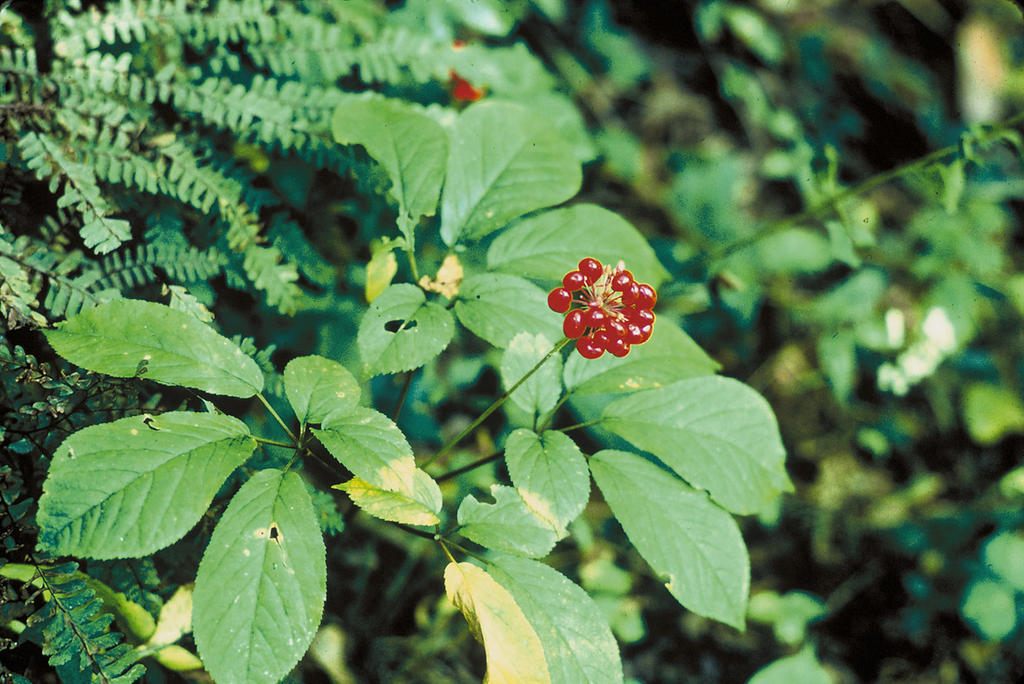
El Panax quinquefolius o ginseng americà se suposa que té efectes adaptògens

Un adaptogen és una substància o planta a la qual s'atribueix la capacitat de reforçar l'organisme per lluitar contra els efectes adversos de l'estrès augmentant la resistència i la vitalitat de l'organisme.
Aquestes plantes estimulen les defenses naturals i procuren un efecte de benestar i d'energia renovada enfront fets traumàtics, ansietat i cansament corporal. Les plantes d'aquest tipus són sovint eficaces per estimular, també, la funció sexual i en el passat s'han anomenat com herbes rejovenidores, tònics o plantes restauratives.
El coneixement sobre adaptògens data de milers d'anys a l'antiga Índia i la Xina. L'estudi científic no començà fins a la dècada de 1940, quan el rus Nikolai Làzarev definia el 1947 un adaptogen com un agent que permet al cos fer front a l'estrès físic, químic, o biològic, tot intentant precisar el tipus d'acció de plantes que tenen el mateix gènere d'acció que el ginseng. El 1968, els israelians Brekhman i Dardymov donaven una definició funcional a adaptògens de la manera següent: Un adaptogen és gairebé no tòxic per al receptor; produeix una resposta no específica en l'augment del poder de resistència contra l'estrès causat per una gran varietat de factors físics, químics, o biològics; normalitza la fisiologia dels diversos òrgans de l'organisme receptor, i el seu efecte és proporcional al canvis patològics de l'organisme.
Se sospita que les herbes adaptógenes són úniques en la seva capacitat per a equilibrar hormones endocrines i el sistema immunitari, i ajuden al cos a mantenir l'homeòstasi òptima. També normalitzen l'eix adrenal hipotalàmic.
La majoria dels herbes adaptógenes que s'han identificat s'utilitzen en l'Ayurveda o en la Medicina Tradicional Xinesa. Malgrat que el terme adaptogen no és acceptat per la comunitat científica com una acció farmacològica, hi ha un bon nombre de publicacions científiques que li donen validesa com a reguladors metabòlics naturals. Entre les plantes adaptògenes més populars cal destacar el ginseng, l'eleuterococ i l'ashwaganda.
El ginseng (Panax ginseng) o ginseng xinès és la planta adaptógena per excel·lència. Procura una acció revitalitzant i es recomana a les persones a qui falta vitalitat. És eficaç per millorar les prestacions físiques i intel·lectuals. També és un molt bon suplement per lluitar contra la fatiga, la depressió i l'estrès. Permet fer front a les exigències de la vida moderna, caracteritzades pel seu ritme trepidant. Els seus efectes són deguts a substàncies anomenades ginsenòsids, que estimulen el sistema nerviós.
L'eleuterococ (Eleutherococcus senticosus) o ginseng rus tindria efectes estimulants sobre el sistema nerviós central i sobre les glàndules suprarenals. Ajuda l'organisme a adaptar-se a les situacions d'estrès. És immunoestimulant, actuant sobre la producció de limfòcits. Tindria igualment efectes hipoglucemiants. Se'l recomana particularment per lluitar contra els efectes de l'estrès i la fatiga amb hipotensió arterial.
L'ashwaganda (Withania somnifera) o ginseng indi, és una planta índia utilitzada des de fa més de 2000 anys en medicina ayurvédica. Aquesta planta és sobretot reputada per les seves propietats reconstituents i adaptògenes contra els efectes de l'estrès. També regula la glàndula tiroide. Tanmateix, aquesta planta ha estat usada tradicionalment com a afrodisíac i es menciona la seva utilització en el Kama Sutra com a estimulant de la funció sexual.